# Бензилазид
Бензилазид — органическое вещество класса азидов. В органическом синтезе применяется как компонент [3+2]-диполярного циклоприсоединения и источник бензиламинной группы.

## Получение
Бензилазид доступен коммерчески. Методы его получения основаны на замещении атома галогена в бензилгалогениде на азид под действием азида натрия. Например, реакция с 0,5 М раствором азида натрия в ДМСО уже за 1 ч при комнатной температуре позволяет получить бензилазид с выходом в 98 %. Также описана реакция в воде с микроволновым облучением. Очистить бензилазид можно перегонкой, однако такой метод не рекомендуется из-за потенциальной небезопасности. Поэтому интерес представляют методики с высокой конверсией.
Получить бензилазид можно также из бензилового спирта под действием азида натрия в присутствии эфирата трёхфтористого бора. Выход составляет 85 %.

## Строение и физические свойства
Бензилазид растворим в этаноле и диэтиловом эфире, нерастворим в воде. В инфракрасном спектре он даёт характеристическую полосу азидной группы при 2099 см−1. В протонном ЯМР-спектре бензильные протоны дают сигнал при 4,35 м. д., тогда как аналогичные протоны бензилбромида — при 4,44 м. д. Разница между этими сигналами составляет 0,09 м. д.

## Химические свойства

### Реакции циклоприсоединения
Как и другие азиды, бензилазид вступает в реакции [3+2]-диполярного циклоприсоединения с алкенами, алкинами, нитрилами и связями C=N. Региоселективность такого циклоприсоединения низка: оба региоизомера образуются в сравнимых количествах. Гораздо большей региоселективностью обладает вариант циклоприсоединения с алкинами, катализируемый медью (CuAAC). Он приводит к образованию 1,4-дизамещённого триазола.
Циклоприсоединение с алкенами даёт триазолиновые циклы. Оно протекает значительно медленнее и даёт два региоизомерных продукта. При фотолизе триазолины теряют молекулу азота, превращаясь в азиридины.

### Реакции восстановления
Бензилазид превращается в бензиламин под действием многих восстановителей, например алюмогидрида лития, боргидрида натрия, водорода на палладиевом катализаторе. Это открывает дополнительные возможности для использования бензилазида в синтезе, в частности он позволяет вводить бензиламинную группу в соединения. Предложены также методы одновременного ацилирования образующегося бензиламина.

### Генерирование нитренов
При фотолизе в присутствии ацетофенона бензилазид превращается в нитрен, а далее в N-фенилимин и дибензиламин. Если же фотолиз проводить в присутствии бензофенона, образуется только один продукт — имин бензальдегида.

## Безопасность
Бензилазид является потенциально взрывчатым соединением, как и все органические азиды.